# TK Elevator
TK Elevator is een Duitse multinational die liften, trapliften, roltrappen en vliegtuigslurven maakt en onderhoudt.

## Activiteiten
TK Elevator heeft zes afdelingen. Er zijn vier regionale afdelingen voor de liften en roltrappen: Europa-Afrika, Noord-Amerika, Latijns-Amerika en Azië-Stille Oceaan. De afdelingen Home Solutions verkoopt trapliften en Airport Solutions uitrusting voor de gates en grondafhandeling op luchthavens waaronder vliegtuigslurven en stroomgeneratoren.
TK Elevator onderhoudt naar eigen zeggen wereldwijd zo'n 1,4 miljoen liften. Het heeft hiervoor een wereldwijd netwerk met een duizendtal vestigingen uitgebouwd. Die activiteit staat voor zowat de helft van de omzet. De productie geschiedt in zeventien fabrieken. Trapliften worden in Nederland gemaakt en vliegtuigslurven in de VS. Het heeft verschillende lift- en roltrapfabrieken in Duitsland, Spanje en China. Ook in Brazilië, India, Zuid-Korea en de VS worden liften gebouwd.

## Geschiedenis
In 1865 richtte meester-slotenmaker Heinrich Conrad Ernst Eggers een werkplaats op in Hamburg. De zaak stapte later in de staalcontructie en ging toen Stahlbau Eggers heten. Dat werd in 1952 overgenomen door staalproducent Rheinstahl.
In 1882 werd werktuigmachinefabrikant Wimmel & Landgraf opgericht. Het onderhield paternosterliften van de Britse fabrikant Waygood & Co. In 1906 bouwde dit bedrijf de eerste roltrap in Duitsland in een warenhuis. In 1951 bouwde het een fabriek in Hamburg. Voordien werden de roltrappen ter plaatse gebouwd.
In 1899 werd liftfabrikant Frederich Kehrhahn opgericht. In 1912 nam dit bedrijf Wimmel & Landgraf over. In 1955 werd het zelf overgenomen door Stahlbau Eggers waarop Rheinstahl Eggers-Kehrhahn werd gevormd. In 1970 werd de liftdivisie van R. Stahl toegevoegd.
In de jaren zestig ging het bergaf met Rheinstahl en in 1973 werd het verkocht aan staalproducent Thyssen. In 1976 werd diens nieuwe liftdivisie Thyssen Aufzüge genoemd. In 1984 werd met de liftdivisie van M.A.N. een grote overname gedaan. Het kreeg hierop de naam Thyssen-MAN Aufzüge.
In 1985 werd het actief in Spanje met de overname van Boettischer Elevadores. Een jaar later werd een belang genomen in het Canadese Northern Elevator Holdings. In 1988 werd met de overname van het Nederlandse De Reus de markt van trapliften betreden. In 1993 volgde de overname van U.S. Elevator, de liftdivisie van Cubic. In 1995 werden de eerste stappen in Azië gezet met de bouw van een fabriek in Zhongshan.
In 1999 volgde opnieuw een grote overname. Het Amerikaanse Dover Elevator maakte van Thyssen de op twee na grootste liftfabrikant in de wereld. Thyssen was op dat moment ook aan het fuseren met Krupp. In 2000 richtte het nieuwe concern de divisie ThyssenKrupp Elevator op en vanaf dan werd ThyssenKrupp de nieuwe merknaam.
In 2007 legde de Europese Commissie ThyssenKrupp, Otis, Schindler en KONE een boete op voor het maken van prijsafspraken tussen 1995 en 2004. De boete voor ThyssenKrupp werd verdubbeld tot 480 miljoen euro omdat het al eens eerder was veroordeeld.
Tussen 2014 en 2017 werd een nieuwe 246 meter hoge testtoren gebouwd in Rottweil. De toren heeft het hoogste uitzichtplatform in Duitsland. De toren diende om het nieuwe MULTI-liftsysteem te testen, een kabelloze lift die zowel horizontaal als verticaal kan bewegen.
In 2020 verkocht ThyssenKrupp de liftdivisie aan de investeringsfondsen Advent en Cinven en de RAG-Stichting voor 17,2 miljard euro. In 2021 ging het TK Elevator heten en werd de merknaam TKE aangenomen. ThyssenKrupp behield een aandeel van minder dan tien procent.